# 333586 Melissarodriguez
333586 Melissarodriguez è un asteroide della fascia principale interna. Scoperto nel 2007, presenta un'orbita caratterizzata da un semiasse maggiore pari a 2,429436 UA e da un'eccentricità di 0,077121, inclinata di 8,224065° rispetto all'eclittica.
Melissa C. Rodriguez è la responsabile americana delle Astromaterials Current Collections presso il Johnson Space Center, tra cui OSIRIS-REx. Ha guidato l'archiviazione dei dati e la logistica per il team di recupero della capsula nello Utah. Prima di OSIRIS-REx, Melissa si è occupata dell'elaborazione dei campioni per cinque altre imprese, tra cui Genesis, Stardust, Cosmic Dust e Hayabusa 1.